# Jacqueline Kornmüller

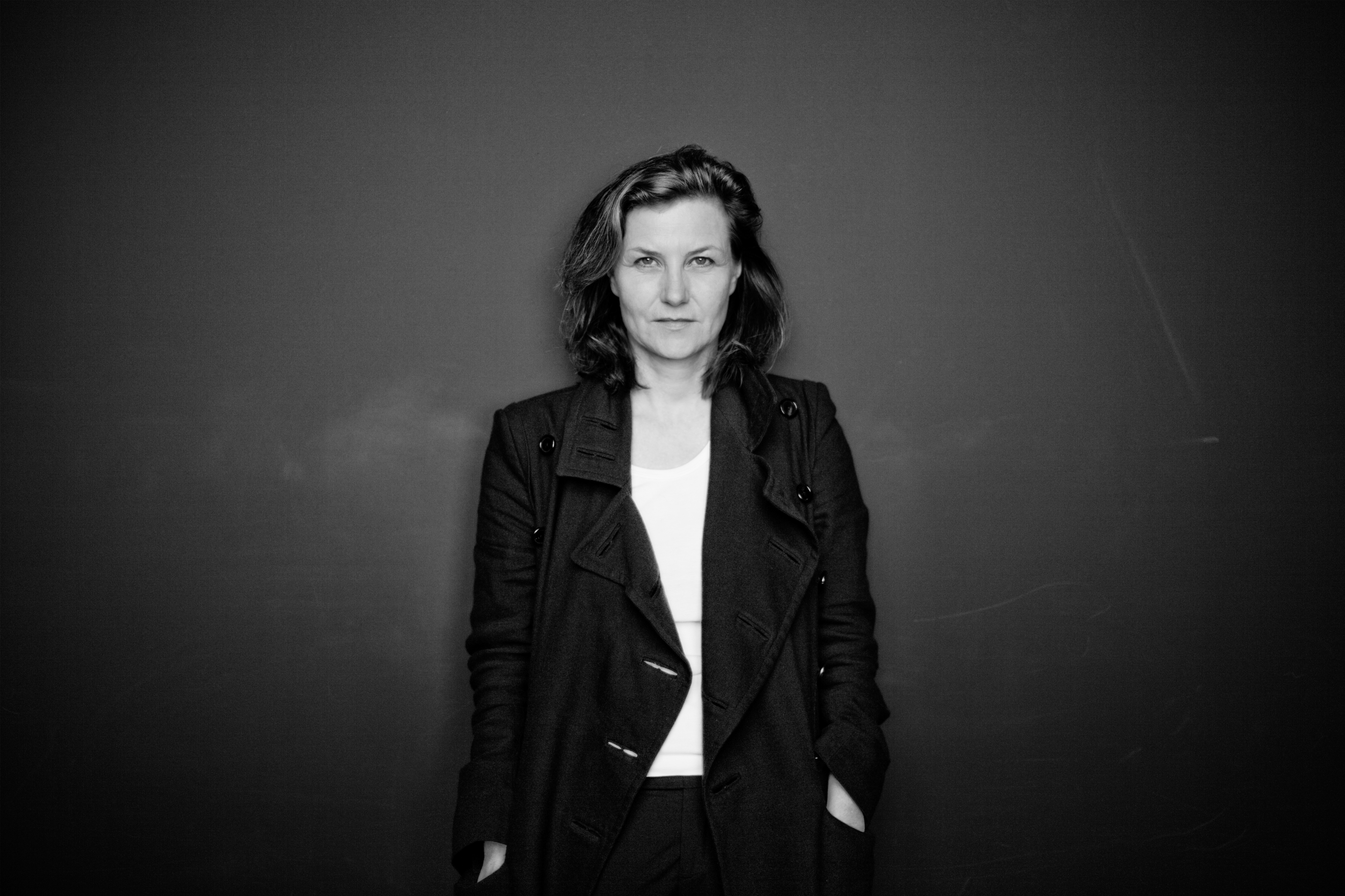
Jacqueline Kornmüller

Jacqueline Kornmüller (* 1961 in Garmisch-Partenkirchen) ist eine deutsche Regisseurin und Autorin.

## Berufliche Entwicklung
Jacqueline Kornmüller studierte Kunstgeschichte, Geschichte und Literatur an der Ludwig-Maximilians-Universität München, bevor sie 1984 an die Folkwang-Schule in Essen-Werden wechselte, um dort bei Nicole Heesters Schauspiel zu studieren. Ihr erstes Engagement führte sie an das Schauspiel Köln. Hier spielte sie 1993 unter anderem die Titelrolle in Die Möwe von Anton Pawlowitsch Tschechow in der Inszenierung von Dimiter Gotscheff. Erste Regiearbeiten entstanden in dieser Zeit, wie z. B. Messer in Hennen von David Harrower.
Ab 2000 wurde sie Hausregisseurin am Staatstheater Stuttgart. Hier inszenierte sie unter anderem Bremer Freiheit von Rainer Werner Fassbinder, Elektra von Hugo von Hofmannsthal und Der kaukasische Kreidekreis von Bertolt Brecht. Es folgten Einladungen zum Prager Theaterfestival und Cechov-Festival in Moskau. 2005 wechselte sie an das Hamburger Schauspielhaus und eröffnet mit Die Frau vom Meer von Henrik Ibsen, 2006 entwickelte sie mit 30 Damen und Herren über 65 den Abend Rosi, das hast du gut gemacht.
2008 gründete sie gemeinsam mit Peter Wolf die Gruppe „wenn es soweit ist“ und arbeitet seither an interdisziplinären und interkulturellen Projekten wie der Ganymed Serie im Kunsthistorischen Museum (KHM) in Wien, für das sie gemeinsam mit Peter Wolf den Kunstpreis der Bank Austria und den Nestroy-Theaterpreis erhielt. Kornmüller entwickelte Idee und Konzept für das Projekt Die Reise (2011) – ein Projekt mit 30 Migranten, das sie am Volkstheater Wien inszenierte, wofür sie den Dorothea-Neff-Preis für „Beste Regie“ erhielt. 2015 inszenierte sie Die Botschaft von Kambodscha von Zadie Smith im Jörgerbad in Wien. 2016 installierte sie ein Eröffnungsprojekt für die Kulturhauptstadt Europas Wrocław: Muzeum Marzen, und das Projekt Im Herzen der Demokratie für das österreichische Parlament. 2022 brachte sie Die unheimliche Bibliothek eine Novelle von Haruki Murakami als Welturaufführung auf die Bühne des Odeon Theater Wien. 2024 erschien in der von Kat Menschik herausgegebenen Reihe Illustrierte Lieblingsbücher ihr literarisches Debüt Das Haus verlassen im Galiani Verlag.

## Inszenierungen (Auswahl)
- 1998: Messer in Hennen von David Harrower, Schauspiel Köln
- 2000: Bremer Freiheit von Rainer Werner Fassbinder, Staatstheater Stuttgart
- 2001: Gschichten aus dem Wienerwald von Ödon von Horvath, Staatstheater Stuttgart
- 2002: Drei Schwestern von Anton Cechov, Staatstheater Stuttgart
- 2003: Baumeister Solneß von Henrik Ibsen, Staatstheater Stuttgart
- 2003: Elektra von Hugo von Hofmannsthal, Staatstheater Stuttgart
- 2004: Der kaukasische Kreidekreis von Bertolt Brecht, Staatstheater Stuttgart/Schauspielhaus Hamburg
- 2004: Don Juan kommt aus dem Krieg von Ödon von Horvath, Staatstheater Stuttgart
- 2005: Himmelwärts von Ödon von Horvath, Staatstheater Stuttgart
- 2005: Die Frau vom Meer von Henrik Ibsen, Schauspielhaus Hamburg
- 2006: Rosi, das hast du gut gemacht – ein Projekt für 30 Damen und Herren ab 65, Schauspielhaus Hamburg
- 2007: Maria Magdalena von Friedrich Hebbel, Schauspielhaus Hamburg
- 2010: Ganymed Boarding, Kunsthistorisches Museum, Wien
- 2013–2014: Ganymed goes Europe, eine Koproduktion des Nationalmuseum Wrocław, dem Museum der Schönen Künste Budapest, dem Kunsthistorischen Museum Wien und „wenn es soweit ist“
- 2015: Die Botschaft von Kambodscha von Zadie Smith, Jörgerbad Wien
- 2015: Ganymed Dreaming Kunsthistorisches Museum, Wien
- 2016: Muzeum Marzen, Nationalmuseum, Breslau
- 2016: Im Herzen der Demokratie, Österreichisches Parlament, Wien[3]
- 2017: Ganymed Fe male[4], Kunsthistorisches Museum, Wien[5]
- 2018: Ganymed Nature, Kunsthistorisches Museum, Wien
- 2019: Happiness Machine, Klangforum Wien
- 2019: Ganymed in love, Kunsthistorisches Museum, Wien
- 2019: Ludum Stellae, Klangforum Wien, Atelierhaus der Bildenden Künste, Wien
- 2019: Combo II, Klangforum Wien, Wiener Konzerthaus
- 2020: Ganymed in Power, Kunsthistorisches Museum, Wien
- 2021: Flora, Eremitage, St. Petersburg
- 2022: Die unheimliche Bibliothek von Haruki Murakami, Odeon-Theater, Wien
- 2023: Ganymed Bridge, Kunsthistorisches Museum und Naturhistorisches Museum, Wien
- 2024: Das Große Heft von Ágota Kristóf, Odeon-Theater, Wien
- 2025: Blitz und Donner, Text Milena Michiko Flasar, Komposition Johanna Doderer, Uraufführung, Odeon-Theater, Wien

## Filme
- 2009: Himmelwärts, Dokumentarfilm, Navigator Film und ORF, 45 Min.
- 2010: Der Reigen (OT) „Himmel auf Erden“, Dokumentarfilm, Navigatorfilm und ORF, 30 Min.
- 2012: Die Reise, Aufzeichnung der gleichnamigen Theaterproduktion ORF, 1:30 Min.

## Herausgeberschaft
- Ganymed Boarding – Schriftsteller schreiben über Meisterwerke der Kunst. Christian Brandstätter Verlag, Wien 2010, ISBN 978-3-85033-490-7.
- Museum der Träume. Christian Brandstätter Verlag, Wien 2014, ISBN 978-3-85033-805-9.
- Cecily Corti – Man muss auf dem Grund gewesen sein aufgezeichnet von Jacqueline Kornmüller Christian Brandstätter Verlag, Wien 2015 ISBN 978-3-85033-908-7.
- Im Herzen der Demokratie – Wiederbelebung einer gefährdeten Idee. Christian Brandstätter Verlag, Wien 2017, ISBN 978-3-7106-0155-2.

## Als Autorin
- Das Haus verlassen. Illustriert von Kat Menschik. Verlag Galiani Berlin, 2024. ISBN 978-3-86971-286-4.
- 6 aus 49. Verlag Galiani Berlin, 2025. ISBN 978-3-869713151

## Auszeichnungen
- 2010: Jacqueline Kornmüller entwickelte Idee und das Konzept für das Projekt Ganymed Boarding im Kunsthistorischen Museum Wien, für das sie gemeinsam mit Peter Wolf den Kunstpreis der Bank Austria erhielt.[6]
- 2011 wird sie gemeinsam mit Peter Wolf für „Ganymed Boarding“ mit dem Nestroypreis ausgezeichnet.[7]
- 2012 wird sie mit dem Dorothea-Neff-Preis in der Sparte „Beste Regie“ für das Projekt „Die Reise“ ausgezeichnet.[8]
- 2014 Kritikusok Dija für Ganymed goes Europe, Budapest[9]
- 2015 Österreichischer Staatspreis für „Museum der Träume“[10]